# Megacyllene melanaspis
Megacyllene melanaspis es una especie de escarabajo longicornio del género Megacyllene, tribu Clytini, subfamilia Cerambycinae. Fue descrita científicamente por Chevrolat en 1862.

## Descripción
Mide 15-21 milímetros de longitud.

## Distribución
Se distribuye por Bolivia, Colombia, Ecuador, Perý y Venezuela.